# أدلاي ستيفنسون الأول
أدلاي ستيفنسون يوينغ الأول (بالإنجليزية: Adlai Ewing Stevenson) (23 أكتوبر 1835 – 14 يونيو 1914) هو سياسي أمريكي شغل منصب نائب الرئيس الثالث والعشرين للولايات المتحدة (1893-97). شغل في السابق منصب عضو الكونغرس من ولاية إلينوي في أواخر سبعينات وأوائل ثمانينات القرن التاسع عشر. بعد تعيينه بعد ذلك كمساعد مدير خدمة البريد للولايات المتحدة خلال فترة الرئاسة الأولى لغروفر كليفلاند (1885-1889)، وقام بطرد العديد من عمال البريد الجمهوريين واستبدلهم بالديموقراطيين الجنوبيين. أكسبه هذا عداء الكونغرس الذي سيطر عليه الجمهوريون، لكنه جعله المفضل لدى غروفر كليفلاند وأصبح زميله في انتخابات عام 1892، وانتصر الاثنان أصبح ستيفنسون نائب الرئيس.
دعم ستيفنسون في منصبه جماعة الفضة الحرة ضد جماعة معيار الذهب مثل كليفلاند، ولكن أشيد له حكمه بطريقة محترمة وغير حزبية.
في عام 1900، ترشح لمنصب نائب الرئيس مع وليام جيننغز بريان.  وبذلك، أصبح ثالث نائب رئيس يترشح للمنصب مع مرشحين مختلفين للرئاسة (بعد جورج كلينتون وجون كالهون). كان ستيفنسون جد أدلاي ستيفنسون الثاني، حاكم ولاية إيلينوي والمرشح الديمقراطي غير الناجح للرئاسة في كل من انتخابات 1952 و 1956.

## أصول عائلة ستيفنسون
وُلد أدلاي ستيفنسون في مقاطعة كرستشيان بولاية كنتاكي في 23 أكتوبر عام 1835، لجون وإليزا ستيفنسون. تنحدر عائلة ستيفنسون من أصل اسكتلندي أيرلندي. سُجلت العائلة باسم ستيفنسون لأول مرة في روكسبيرشاير في اسكتلندا في أوائل القرن الثامن عشر. يبدو أن العائلة كانت تملك بعض الثروة، إذ تحمل كنيسة صغيرة في أبرشية سانت أندروز اسم العائلة حتى الآن. هاجرت العائلة إلى مقاطعة أنتريم في أيرلندا بعد فترة وجيزة من صعود اليعاقبة في عام 1715. كان وليام ستيفنسون، الجد الأكبر لأدلاي، خياطًا متخصصًا في صناعة القبعات. انتقلت العائلة إلى مقاطعة لانكستر في ولاية بنسلفانيا بعد وفاة والد وليام في ثلاثينيات القرن التاسع عشر، وتبعهم وليام عندما انتهى من تدريبه المهني في عام 1748.
انتقلت العائلة إلى ولاية كارولينا الشمالية في عام 1762، حيث كان ويليام ستيفنسون قد استملك 1400 هكتار من الأرض قبل وفاته، ثم انتقل جزء من العائلة، ومنهم والد أدلاي، إلى كنتاكي في عام 1813.

## النشأة
ولد ستيفنسون في مزرعة عائلته في مقاطعة كرستشيان، والتحق بمدرسة عامة في بلو ووتر في كنتاكي عام 1850. تعرّضت العائلة لنكسة عندما كان عمر أدلاي 14 عامًا، إذ أتلف الصقيع محصول التبغ الخاص بالعائلة. بعد ذلك بعامين، أطلق والده سراح العبيد وانتقلت العائلة إلى بلومنغتون في إلينوي، وهناك التحق ستيفنسون بجامعة إلينوي، وتخرج في النهاية من جامعة دانفيل بولاية كنتاكي.
تدرب ستيفنسون على القانون تحت إشراف محامي بلومنغتون روبرت ويليامز، وقُبل في نقابة المحامين في عام 1858، وبدأ بمزاولة المهنة منذ ذلك الوقت. التقى بمجموعة من أشهر محامي إلينوي مثل ستيفن دوغلاس وأبراهام لينكون، وساندَ دوغلاس في حملته الانتخابية لعضوية مجلس الشيوخ في عام 1858 ضد لينكون. تعود كراهية ستيفنسون للينكون لاجتماع مثير للجدل بين الاثنين، سخر فيه لينكون من ستيفنسون، وهاجم فيه ستيفنسون حركة المعرفة، وهي جماعة ناشئة تعارض المهاجرين والكاثوليك. عزز هذا الموقف مكانة ستيفنسون في مجتمعات إلينوي الألمانية والأيرلندية الكبيرة. كسب ستيفنسون الديمقراطي أصدقاءً كثر في منطقة يغلب عليها الطابع الجمهوري من خلال طريقة كلامه وشخصيته الجذابة.

## الزواج والحياة السياسية (1860-1884)
عُيِّن ستيفنسون الحاصل على درجة الماجستير مساعدًا في محكمة العدل، وهو أول منصب عام له، واستمر بشغل هذا المنصب خلال الحرب الأهلية. في عام 1864، انتُخب محاميًا للمقاطعة. تزوج ستيفنسون في عام 1866 بِليتيتيا غرين، وأنجبا ثلاث بنات، ماري وجوليا وليتيتيا، وابنًا واحدًا، لويس ستيفنسون.
رشح الحزب الديمقراطي ستيفنسون لعضوية الكونغرس الأمريكي في عام 1874. كان ستيفنسون محبوبًا من قبل الجمهوريين، وتلقى أيضًا ترشيح حزب الإصلاح المستقل. واجه ستيفنسون المرشح الجمهوري جون ماكنولتا، وفاز في الانتخابات بنسبة 52% من الأصوات، وأصبح عضوًا في الكونغرس الرابع والأربعين للولايات المتحدة، وهو أول مجلس كونغرس تحت سيطرة الديمقراطيين منذ الحرب الأهلية. خسر ستيفنسون في انتخابات عام 1876 أمام المرشح الجمهوري رزرفورد هايز بفارق ضئيل جدًا، إذ حصل على 49.6% من الأصوات، لكنه عاد ليفوز في انتخابات عام 1878. خسر ستيفنسون مرة أخرى في انتخابات عام 1880، وخسر أيضًا في عام 1882 في آخر سباق انتخابي له.

## روابط خارجية
- أدلاي ستيفنسون الأول على موقع الموسوعة البريطانية (الإنجليزية)
- أدلاي ستيفنسون الأول على موقع الموسوعة البريطانية (الإنجليزية)
- أدلاي ستيفنسون الأول على موقع إن إن دي بي (الإنجليزية)